# Ivánkovits János
Ivánkovits János (Szeged, 1846. december 24. – Alag, 1910. március 31.) apát, rozsnyói püspök, miniszteri osztálytanácsos.

## Pályafutása
Gimnáziumi tanulmányait szülővárosában, a teológiát Temesvárott végezte. 1868-tól 1870-ig nevelő volt és utóbbi év május 5-én pappá szentelték.
Káplán volt Törökbecsén, 1873-ban Szeged-Belvárosban; 1877–1878-ban és 1884–1885-ben hittanár a reáliskolában és az elemi iskolákban, 1885-ben Szeged-rókusi plébános, ipariskolai igazgató és köztörvényhatósági bizottsági tag. 1887-ben országgyűlési képviselő a szegedi II. választói kerületben a Szabadelvű Párt színeiben, és mint ilyen a közoktatásügyi bizottságnak tagja. 1888-ban kerületi esperes, 1891-ben Szent-Lambertről nevezett vásárhelyi címzetes apát, 1893. január 1-jétől osztálytanácsos a Vallás- és Közoktatásügyi Minisztériumban. 1895. augusztus 2-án dulcinói választott püspök.

### Püspöki pályafutása
1896. november 22-én kinevezett, december 3-án megerősített, Kalocsán 1897. április 25-étől felszentelt rozsnyói megyés püspök volt. 1897. december 1-jén a főrendiház tagja lett.
1904. augusztus 23-án adósságai miatt a püspökség vagyonát zárgondnokság alá helyezték, október 15-én lemondott a püspökségről és a magánéletbe vonult vissza.
1905. december 11-én sidymai címzetes püspökké nevezték ki.
A Fiumei úti sírkertbe temették a 17/1. parcellába. Hamvai az Egyetemi templomba kerültek áthelyezésre.

## Művei
- A róm. kath. egyház szertartásainak és ünnepeinek rövid értelmezése. Szeged, 1881. (2. jav. kiadás. 1883. 3. jav. kiadás. 1888. 4. kiadás 1895. Uo.)
- Emlékbeszéd Csernák János polgári iskolai tanár felett. Szeged, 1882
- A katolikus egyház történelme. Szeged, 1884
- A szeged-alsóvárosi, Havi Boldog Asszonyról nevezett fejedelmi templom története. Szeged, 1884
- Ünnepi beszéd a királyhalmi szobor leleplezése alkalmával. Szeged, 1884
- Egyháztörténelem. Szeged, 1885, három kötet
- A szeged-alsóvárosi Mátyás-templom története. Szeged, 1883
- Imakönyv a középiskolai ifjúság számára. Szeged, 1884
- Katolikus erkölcstan. Szeged, 1885
- Felolvasás a szegedi iparos ifjúság képző- és segélyegylet negyedszázados ünnepélyén. Szeged, 1890
- Egyházi beszédei. Szeged, 1891
- Gyöngék és erősek. Budapest, 1892 (Klny. Szövetkezet)
- Főpásztori szózat, melyet Ivánkovits János püspökké történt törvényes beiktatása alkalmából híveihez intézett. Budapest, 1897 (Lat-ul: Sermo pastoralis... Uo., 1897)[2]

Szerkesztette a Képes Naptár Jézus és a Boldogságos Szűz Szent Szívének Tiszteletére 1882-1886, öt évfolyamát Szegeden.
Számos cikke és alkalmi beszéde jelent meg; az Iparügyek c. szaklapnak munkatársa volt és a Havi Közlönybe is írt. (1887).
Országgyűlési beszédei a Naplóban vannak.